# Подслудное
Подслудное — село в Пермском крае России. Входит в Александровский муниципальный округ.

## География
Селр Подслудное расположено в западных предгорьях Среднего Урала, на правом берегу реки Яйвы, к юго-западу от посёлка городского типа Яйва. С позиции административно-территориального устройства Пермского края, Подслудное входит в состав Александровского района. С позиции муниципального устройства края, село входит в состав Александровского муниципального округа.
Приблизительно в 2 км к северу от села Подслудного проходит участок Няр — Соликамск Свердловской железной дороги, на котором в данной местности расположен остановочный пункт Замельничный (до января 2022 года — 174 км).

## История
С 2004 до 2019 гг. входило в Яйвинское городское поселение Александровского муниципального района.

## Население
| 2010 |
| ---- |
| 14   |

## Топографические карты
- Лист карты O-40-31. Масштаб: 1 : 100 000. Состояние местности на 1982 год. Издание 1987 г.